# Altitude
Altitude es una película canadiense dirigida por el escritor de cómics y artista canadiense Kaare Andrews. Anchor Bay Entertainment distribuyó la película en Norteamérica, Reino Unido, Australia y Nueva Zelanda.
El tráiler de Altitude se estrenó en 2010 en San Diego Comic Con.

## Sinopsis
Durante un viaje en avión, una piloto amateur y un grupo de amigos acabarán perdiendo el control del mismo debido a un extraño fallo mecánico al introducirse en una tormenta. Pronto se encontrarán huyendo de una misteriosa y malévola criatura que al parecer es un pulpo gigante que cobró vida de la historieta que traía Bruce. Todo irá ocurriendo mientras siga leyendo la historieta mientras se dan cuenta de que todo lo que piensa Bruce termina ocurriendo realmente.

## Personajes
- Jessica Lowndes como Sara.
- Julianna Guill como Mel.
- Ryan Donowho como Cory.
- Landon Liboiron como Bruce Parker.
- Jake Weary como Sal.
- Mike Dopud como el Coronel.
- Ryan Grantham[8] como el joven chico.
- Chelah Horsdal[9] como la Sra. Taylor

## Producción
Originalmente Kaare Andrews se asoció con el productor Ian Birkett, y su hermano, el escritor Paul A. Birkett, que tenía un guion preliminar. Después de pasar un día en un pequeño aeródromo afueras de Vancouver, el trío filmó "...un falso trailer sin dinero, ya sabes, como 'Machete', para recaudar algo de dinero y de inmediato puso interés". Con un "micro-presupuesto" asegurado, el financiamiento adicional vino de Darclight y de Telefilm para levantar un presupuesto de más de $ 3.5 millones, bastante para hacer un producto creíble. El concepto de una criatura celeste fue parte de un homenaje a las imágenes evocadas por  H. P. Lovecraft.
Altitude fue filmada en parte en el aeropuerto de Langley, Columbia Británica. El pequeño piloto gemelo Piper Chieftain (C-MYZX) que era el set principal de la película era originalmente un fuselaje salvado, pero sirvió el propósito así como un conjunto de la película, con los paneles y las secciones que podrían ser quitados fácilmente para filmando en la cabina. La mayoría de las secuencias aéreas involucraban trabajo CGI.

## Recepción
A pesar de su modesto presupuesto y el uso limitado de efectos especiales, muchos críticos encontraron en Altitude una salida refrescante de la escuela de cortadores de galletas de películas de terror. Richard Scheib lo llamó"... una película que nunca insulta la inteligencia de su audiencia o que opta por un dramatismo fácil de cliché". Otras críticas se centraron en el principal dilema de la película, tratando de mantener el interés en un "thriller de confinamiento" una rama del género de terror. Todd Rigney comentó: "... un cortometraje interesante que se ha convertido en un asombroso ataque de 90 minutos a tu paciencia".

## Lanzamiento
Altitude fue lanzado en DVD y Blu-ray el 26 de octubre de 2010. Alliance Films lanzó Altitude en Canadá. La película ha sido proyectada también en el Festival de Cine de Turín #28 del 26 de noviembre al 4 de diciembre de 2011).